# Norra Vikargrundet
Norra Vikargrundet är en ö i Åland (Finland). Den ligger i Skärgårdshavet och i kommunen Vårdö i landskapet Åland, i den sydvästra delen av landet. Öarna ligger omkring 46 kilometer nordöst om Mariehamn och omkring 240 kilometer väster om Helsingfors.
Arean är 6,8 hektar och dess största längd är 370 meter i sydväst-nordöstlig riktning.